# The Big Sky (노래)
〈The Big Sky〉는 잉글랜드의 싱어송라이터 케이트 부시의 노래이다. 1986년 4월 28일 발매되었다.

## 차트
| 차트 (1986)                 | 최고 순위 |
| --------------------------- | --------- |
| 유럽 (유러피언 핫 100 싱글) | 88        |
| 아일랜드 싱글 차트          | 15        |
| 영국 싱글 차트              | 37        |